# لوه آلپاین

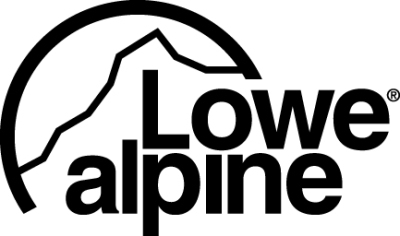
علامت تجاری لوه آلپاین

لوه آلپاین یک تولیدکننده تجهیزات طبیعت‌نوردی است که در کلرادو شکل گرفت و در حال حاضر یک شرکت بین‌المللی است.
این برند توسط گرگ لوه سنگنورد برجسته در سال ۱۹۶۷ تأسیس شد. او کوله‌پشتی را به روشی خلاقانه ساخت که شامل مواردی مانند ضدآب بودن و لایهٔ تنفسی بود.